# Parc d'État de Burt Lake
Le Parc d'État de Burt Lake est un parc d'État des États-Unis situé au nord de l'État du Michigan, sur la rive sud du lac Burt. Il est constitué d'une bande de sable de 2 250 pieds de longueur.
Les visiteurs peuvent y pratiquer le camping, la pêche, la chasse et l'observation des animaux.